# Phalocallis coelestis
Phalocallis coelestis är en irisväxtart som först beskrevs av Johann Georg Christian Lehmann, och fick sitt nu gällande namn av Pierfelice Ravenna. Phalocallis coelestis ingår i släktet Phalocallis och familjen irisväxter. Inga underarter finns listade i Catalogue of Life.

## Bildgalleri

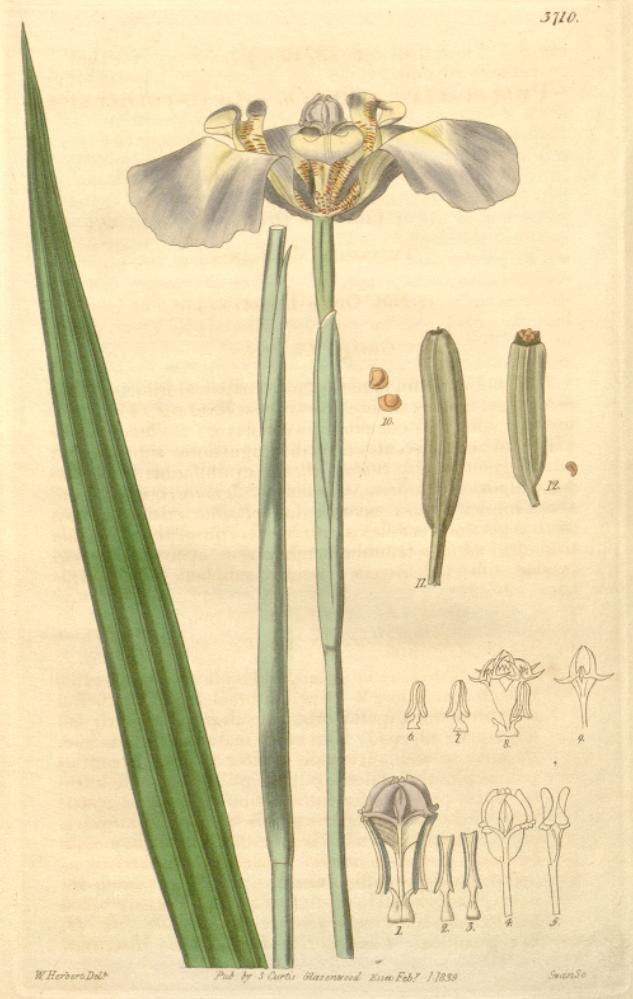